# Xã Burton, Quận Geauga, Ohio
Xã Burton (tiếng Anh: Burton Township) là một xã thuộc quận Geauga, tiểu bang Ohio, Hoa Kỳ. Năm 2010, dân số của xã này là 4.412 người.